# Jaworzynka

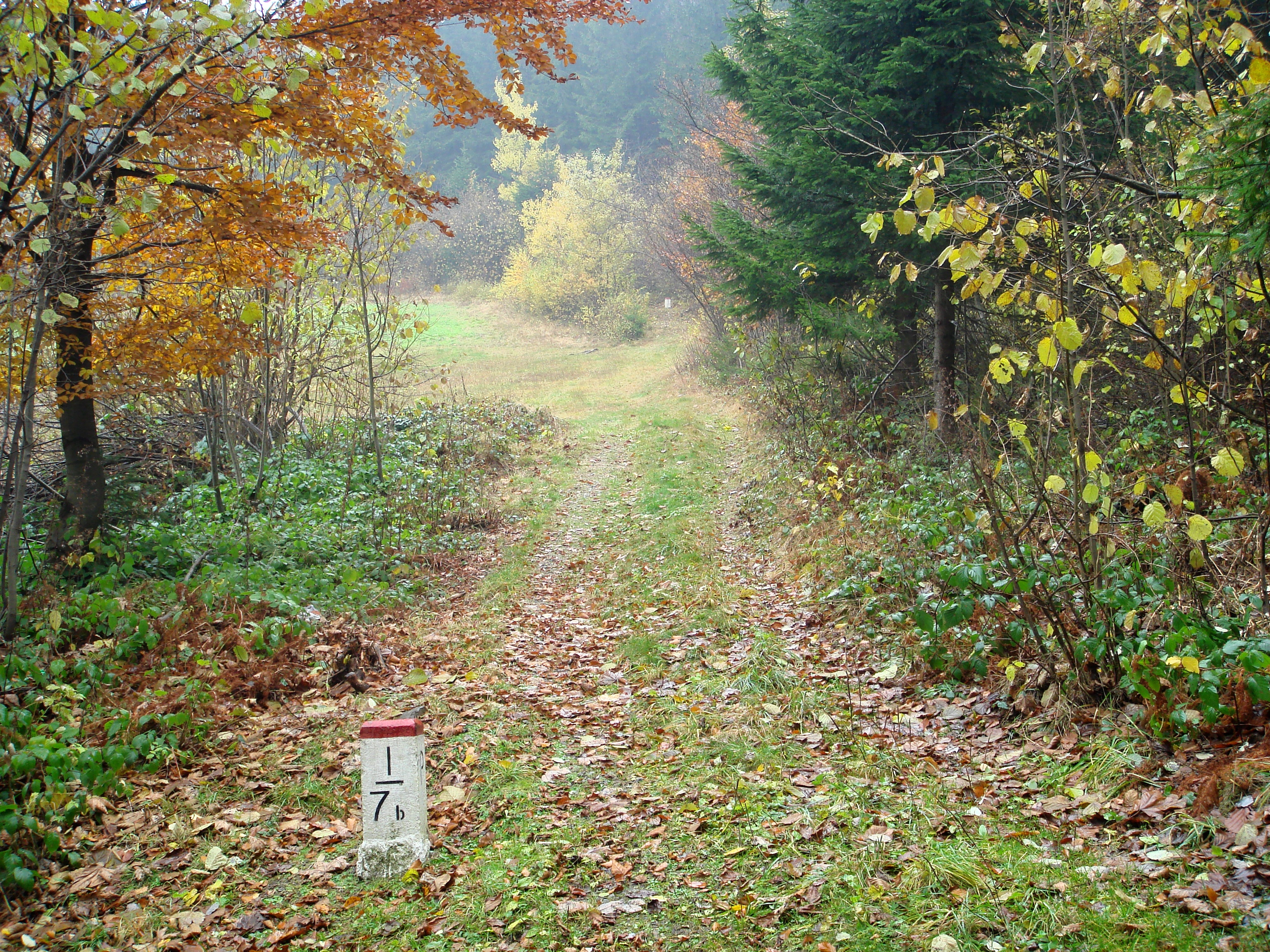
Frontière tchéco-polonaise près de Jaworzynka.

Jaworzynka est une localité polonaise de la gmina d'Istebna, située dans le powiat de Cieszyn en voïvodie de Silésie. Il tire son nom de l'érable sycomore, en polonais jawor. Le village est situé près de la frontière entre la Pologne et la Tchéquie et la frontière entre la Pologne et la Slovaquie.